# Gran Premi de l'Argentina de motociclisme
El Gran Premi de l'Argentina de motociclisme és un esdeveniment esportiu que es disputa anualment des del 1961, dins del calendari del Campionat del món de motociclisme (la primera edició, el 1960, no puntuà per al campionat, passant a fer-ho a partir de la de 1961).
Després d'un període de 15 anys sense celebrar-se, aquest Gran Premi tornà a formar part del calendari del mundial d'ençà de la temporada de 2014, aquesta vegada en un nou escenari: l'Autódromo Termas de Río Hondo.
A 25 d'abril de 2025

## Noms oficials i patrocinadors
- 1982, 1987: Grand Prix de la República Argentina (sense patrocinador oficial)[2]
- 1994–1995: Grand Prix Marlboro
- 1998–1999: Gran Premio Marlboro de Argentina
- 2014–2015: Gran Premio Red Bull de la República Argentina[3]
- 2016–2019: Gran Premio Motul de la República Argentina[4]
- 2022–2023: Gran Premio Michelin de la República Argentina[5]
- 2025: Gran Premio YPF Energía de Argentina

## Circuits emprats antigament
- Traçats de l'Autódromo Oscar y Juan Gálvez (Buenos Aires) emprats de 1961 a 1999

Versió emprada els anys 1987, 1994–1995, 1998–1999
Versió emprada el 1987
Versió emprada els anys 1981-1982
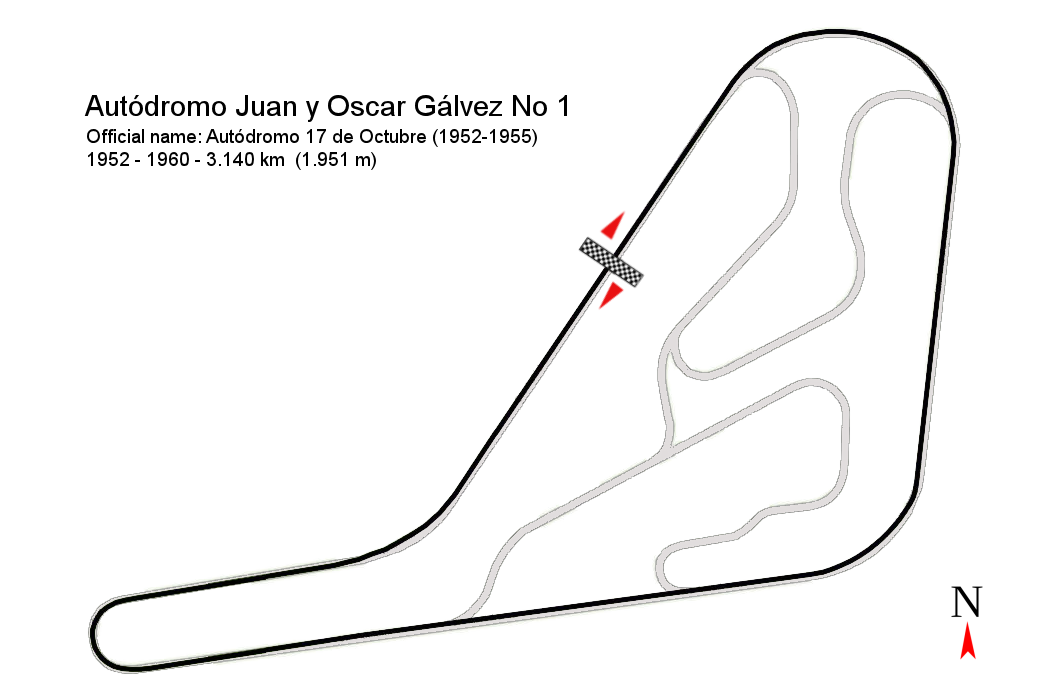
Versió emprada el 1962
Versió emprada els anys 1961 i 1963

## Guanyadors múltiples

### Pilots
| # Victòries | Pilot           | Victòries | Victòries              |
| # Victòries | Pilot           | Categoria | Anys                   |
| ----------- | --------------- | --------- | ---------------------- |
| 4           | Marc Márquez    | MotoGP    | 2014, 2016, 2019, 2025 |
| 3           | Hugh Anderson   | 125cc     | 1962                   |
| 3           | Hugh Anderson   | 50cc      | 1962, 1963             |
| 3           | Mick Doohan     | 500cc     | 1994, 1995, 1998       |
| 2           | Tom Phillis     | 250cc     | 1961                   |
| 2           | Tom Phillis     | 125cc     | 1961                   |
| 2           | Ángel Nieto     | 125cc     | 1981, 1982             |
| 2           | Valentino Rossi | MotoGP    | 2015                   |
| 2           | Valentino Rossi | 250cc     | 1998                   |
| 2           | Johann Zarco    | Moto2     | 2015, 2016             |
| 2           | Marco Bezzecchi | MotoGP    | 2023                   |
| 2           | Marco Bezzecchi | Moto3     | 2018                   |

### Constructors
| # Victòries | Constructor | Victòries | Victòries                                      |
| # Victòries | Constructor | Categoria | Anys                                           |
| ----------- | ----------- | --------- | ---------------------------------------------- |
| 19          | Honda       | MotoGP    | 2014, 2016, 2018, 2019                         |
| 19          | Honda       | 500cc     | 1994, 1995, 1998                               |
| 19          | Honda       | 250cc     | 1961, 1987, 1994                               |
| 19          | Honda       | Moto3     | 2015, 2016, 2017, 2023                         |
| 19          | Honda       | 125cc     | 1961, 1963, 1995, 1998, 1999                   |
| 8           | Kalex       | Moto2     | 2014, 2015, 2016, 2017, 2018, 2019, 2022, 2023 |
| 7           | Yamaha      | MotoGP    | 2015, 2017                                     |
| 7           | Yamaha      | 500cc     | 1982, 1987                                     |
| 7           | Yamaha      | 350cc     | 1982                                           |
| 7           | Yamaha      | 250cc     | 1999                                           |
| 7           | Yamaha      | 125cc     | 1994                                           |
| 4           | Suzuki      | 500cc     | 1999                                           |
| 4           | Suzuki      | 125cc     | 1962                                           |
| 4           | Suzuki      | 50cc      | 1962, 1963                                     |
| 4           | KTM         | Moto3     | 2014, 2018, 2019, 2025                         |
| 3           | Aprilia     | MotoGP    | 2022                                           |
| 3           | Aprilia     | 250cc     | 1995, 1998                                     |
| 2           | Matchless   | 500cc     | 1961, 1962                                     |
| 2           | Ducati      | MotoGP    | 2023, 2025                                     |

## Guanyadors per any
| Any  | Circuit      | Moto3                                             | Moto3                                             | Moto2                                             | Moto2                                             | MotoGP                                            | MotoGP                                            | Detalls                                           |
| Any  | Circuit      | Pilot                                             | Moto                                              | Pilot                                             | Moto                                              | Pilot                                             | Moto                                              | Detalls                                           |
| ---- | ------------ | ------------------------------------------------- | ------------------------------------------------- | ------------------------------------------------- | ------------------------------------------------- | ------------------------------------------------- | ------------------------------------------------- | ------------------------------------------------- |
| 2025 | Río Hondo    | Ángel Piqueras                                    | KTM                                               | Jake Dixon                                        | Boscoscuro                                        | Marc Márquez                                      | Ducati                                            | Detalls                                           |
| 2024 | Río Hondo    | Cancel·lat a causa de la crisi econòmica del país | Cancel·lat a causa de la crisi econòmica del país | Cancel·lat a causa de la crisi econòmica del país | Cancel·lat a causa de la crisi econòmica del país | Cancel·lat a causa de la crisi econòmica del país | Cancel·lat a causa de la crisi econòmica del país | Cancel·lat a causa de la crisi econòmica del país |
| 2023 | Río Hondo    | Tatsuki Suzuki                                    | Honda                                             | Tony Arbolino                                     | Kalex                                             | Marco Bezzecchi                                   | Ducati                                            | Detalls                                           |
| 2022 | Río Hondo    | Sergio García                                     | Gas Gas                                           | Celestino Vietti                                  | Kalex                                             | Aleix Espargaró                                   | Aprilia                                           | Detalls                                           |
| 2021 | Río Hondo    | Cancel·lat a causa de la pandèmia de COVID-19     | Cancel·lat a causa de la pandèmia de COVID-19     | Cancel·lat a causa de la pandèmia de COVID-19     | Cancel·lat a causa de la pandèmia de COVID-19     | Cancel·lat a causa de la pandèmia de COVID-19     | Cancel·lat a causa de la pandèmia de COVID-19     | Cancel·lat a causa de la pandèmia de COVID-19     |
| 2020 | Río Hondo    | Cancel·lat a causa de la pandèmia de COVID-19     | Cancel·lat a causa de la pandèmia de COVID-19     | Cancel·lat a causa de la pandèmia de COVID-19     | Cancel·lat a causa de la pandèmia de COVID-19     | Cancel·lat a causa de la pandèmia de COVID-19     | Cancel·lat a causa de la pandèmia de COVID-19     | Cancel·lat a causa de la pandèmia de COVID-19     |
| 2019 | Río Hondo    | Jaume Masiá                                       | KTM                                               | Lorenzo Baldassarri                               | Kalex                                             | Marc Márquez                                      | Honda                                             | Detalls                                           |
| 2018 | Río Hondo    | Marco Bezzecchi                                   | KTM                                               | Mattia Pasini                                     | Kalex                                             | Cal Crutchlow                                     | Honda                                             | Detalls                                           |
| 2017 | Río Hondo    | Joan Mir                                          | Honda                                             | Franco Morbidelli                                 | Kalex                                             | Maverick Viñales                                  | Yamaha                                            | Detalls                                           |
| 2016 | Río Hondo    | Khairul Idham Pawi                                | Honda                                             | Johann Zarco                                      | Kalex                                             | Marc Márquez                                      | Honda                                             | Detalls                                           |
| 2015 | Río Hondo    | Danny Kent                                        | Honda                                             | Johann Zarco                                      | Kalex                                             | Valentino Rossi                                   | Yamaha                                            | Detalls                                           |
| 2014 | Río Hondo    | Romano Fenati                                     | KTM                                               | Esteve Rabat                                      | Kalex                                             | Marc Márquez                                      | Honda                                             | Detalls                                           |
|      |              | 125cc                                             | 125cc                                             | 250cc                                             | 250cc                                             | 500cc                                             | 500cc                                             |                                                   |
| 1999 | Buenos Aires | Marco Melandri                                    | Honda                                             | Olivier Jacque                                    | Yamaha                                            | Kenny Roberts, Jr.                                | Suzuki                                            | Detalls                                           |
| 1998 | Buenos Aires | Tomomi Manako                                     | Honda                                             | Valentino Rossi                                   | Aprilia                                           | Mick Doohan                                       | Honda                                             | Detalls                                           |
| 1995 | Buenos Aires | Emili Alzamora                                    | Honda                                             | Max Biaggi                                        | Aprilia                                           | Mick Doohan                                       | Honda                                             | Detalls                                           |
| 1994 | Buenos Aires | Jorge Martínez                                    | Yamaha                                            | Tadayuki Okada                                    | Honda                                             | Mick Doohan                                       | Honda                                             | Detalls                                           |
| 1987 | Buenos Aires |                                                   |                                                   | Sito Pons                                         | Honda                                             | Eddie Lawson                                      | Yamaha                                            | Detalls                                           |

| Any  | Circuit      | 125cc       | 125cc     | 250cc               | 250cc    | 350cc         | 350cc         | 500cc         | 500cc  | Detalls |
| Any  | Circuit      | Pilot       | Moto      | Pilot               | Moto     | Pilot         | Moto          | Pilot         | Moto   | Detalls |
| ---- | ------------ | ----------- | --------- | ------------------- | -------- | ------------- | ------------- | ------------- | ------ | ------- |
| 1982 | Buenos Aires | Ángel Nieto | Garelli   |                     |          | Carlos Lavado | Yamaha        | Kenny Roberts | Yamaha | Detalls |
| 1981 | Buenos Aires | Ángel Nieto | Minarelli | Jean-François Baldé | Kawasaki | Jon Ekerold   | Bimota-Yamaha |               |        | Detalls |

| Any  | Circuit      | 50cc          | 50cc   | 125cc         | 125cc   | 250cc             | 250cc      | 500cc                | 500cc     | Detalls |
| Any  | Circuit      | Pilot         | Moto   | Pilot         | Moto    | Pilot             | Moto       | Pilot                | Moto      | Detalls |
| ---- | ------------ | ------------- | ------ | ------------- | ------- | ----------------- | ---------- | -------------------- | --------- | ------- |
| 1963 | Buenos Aires | Hugh Anderson | Suzuki | Jim Redman    | Honda   | Tarquinio Provini | Morini     | Mike Hailwood        | MV Agusta | Detalls |
| 1962 | Buenos Aires | Hugh Anderson | Suzuki | Hugh Anderson | Suzuki  | Arthur Wheeler    | Moto Guzzi | Benedicto Caldarella | Matchless | Detalls |
| 1961 | Buenos Aires |               |        | Tom Phillis   | Honda   | Tom Phillis       | Honda      | Jorge Kissling       | Matchless | Detalls |
| 1960 | Buenos Aires |               |        | John Grace    | Bultaco | Tom Phillis       | Honda      | Juan Carlos Salatino | Gilera    | Detalls |